# Джанни, Армандо Умберто
Арма́ндо Умбе́рто Джа́нни (итал. Armando Umberto Gianni, 23 сентября 1939 года, Граньола, провинция Масса-Каррара, Италия) — католический прелат, первый епископ Буара с 27 февраля 1978 года по 2 декабря 2017 года. Член монашеского ордена капуцинов.

## Биография
Родился в 1939 году в деревне Граньола провинции Масса-Каррара, Италия. В 1956 году вступил в монашеский орден капуцинов. В 1960 году принёс монашеские обеты. 21 сентября 1963 года был рукоположён в священники.
27 февраля 1978 года Римский папа Павел VI издал буллу буллу Peramplum Berberatensis, которой учредил епархию Буара, назначив её первым епископом Армандо Умберто Джанни. 19 ноября 1978 года состоялось его рукоположение в епископы, которое совершил архиепископ Банги Иоахим Н’Дайен в сослужении с епископом Берберати Альфонсом-Селестеном-Базилем Бо и епископом Мунду Самуэлем-Луи-Мари-Антуаном Гаменом.
В 2009—2010 годах — председатель Конференции католических епископов Центральноафриканской Республики.
2 декабря 2017 подал в отставку.